# Will Keith Kellogg
William Keith Kellogg, detto Will (Battle Creek, 7 aprile 1860 – Battle Creek, 6 ottobre 1951), è stato un imprenditore statunitense, fratello del medico avventista John Harvey Kellogg e in seguito magnate dell'industria agro-alimentare con la sua azienda, la Kellogg's.
Con il fratello pubblicizzò i corn flakes, prodotti innovativi per la colazione umana.

## Biografia
Nel 1906 fondò la Battle Creek Toasted Corn Flake Company, che cambiò successivamente nome in Kellogg Company. Nel 1930 fondò la W. K. Kellogg Foundation.
Dopodiché fu il fondatore del Kellogg College a Oxford. La sua attività filantropica si protrasse durante la seconda guerra mondiale. Kellogg morì nel 1951, all'età di 91 anni.